# Commission nationale de la santé et de la planification familiale
Pour les articles homonymes, voir Ministère de la Santé.
La Commission nationale de la santé et du planning familial (CNSPF; chinois simplifié : 国家卫生和计划生育委员会 ; pinyin : Guójiā Wèishēng Hé Jìhuà Shēngyù Wěiyuánhuì), anciennement le ministère de la Santé de la république populaire de Chine (MOH; chinois simplifié : 卫生部 ; pinyin : Wèishēng Bù). Le ministre actuelle est Li Bin, qui a succédé à Chen Zhu en 2013 lorsque les fonctions liées à la santé, d'une part, et au planning familial, d'autre part, ont été fusionnées au sein d'un super ministère, dès le premier mandat de Li Keqiang (2013-2018).